# St. Johannes der Täufer (Treis)

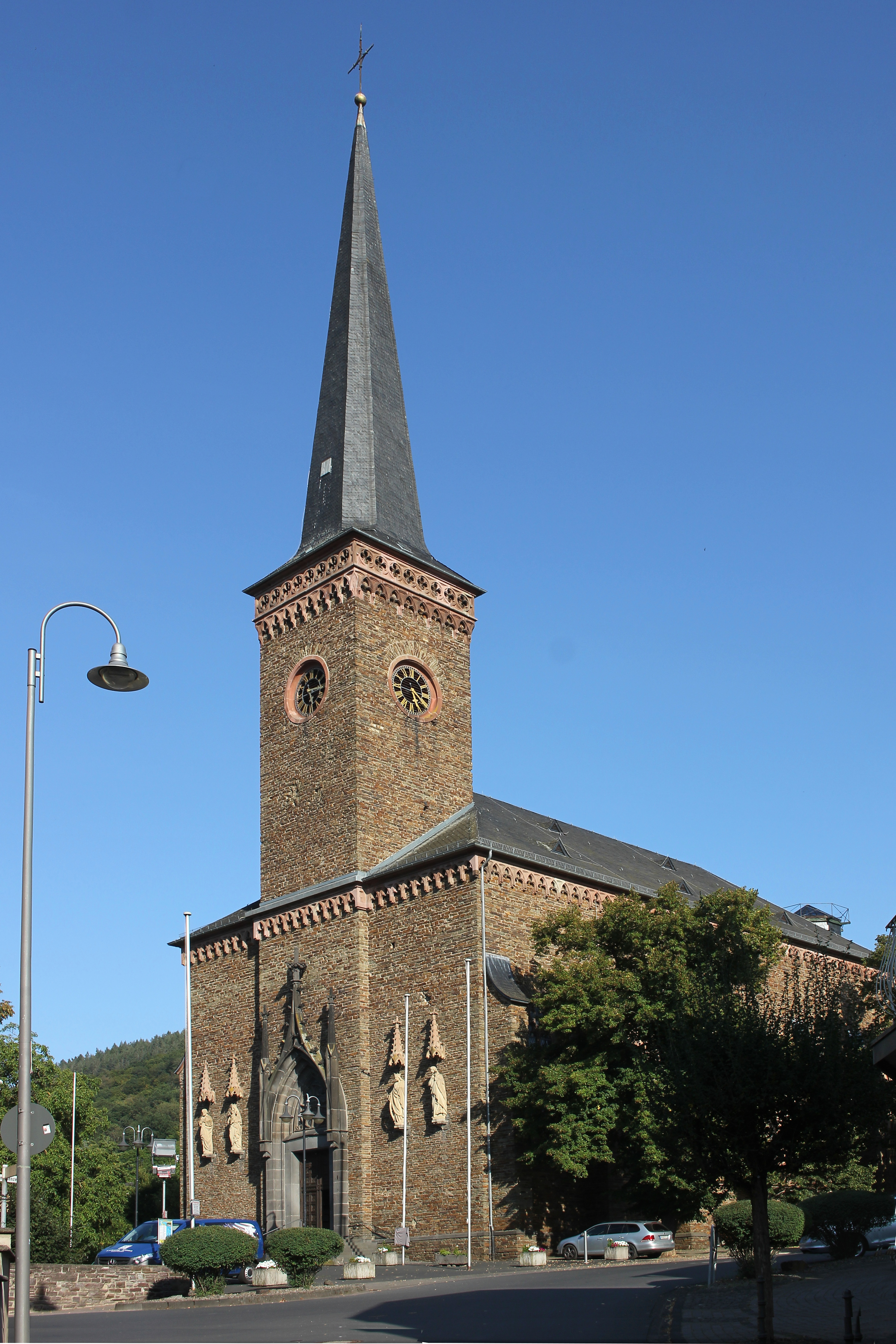
Die Pfarrkirche St. Johannes der Täufer, 2021

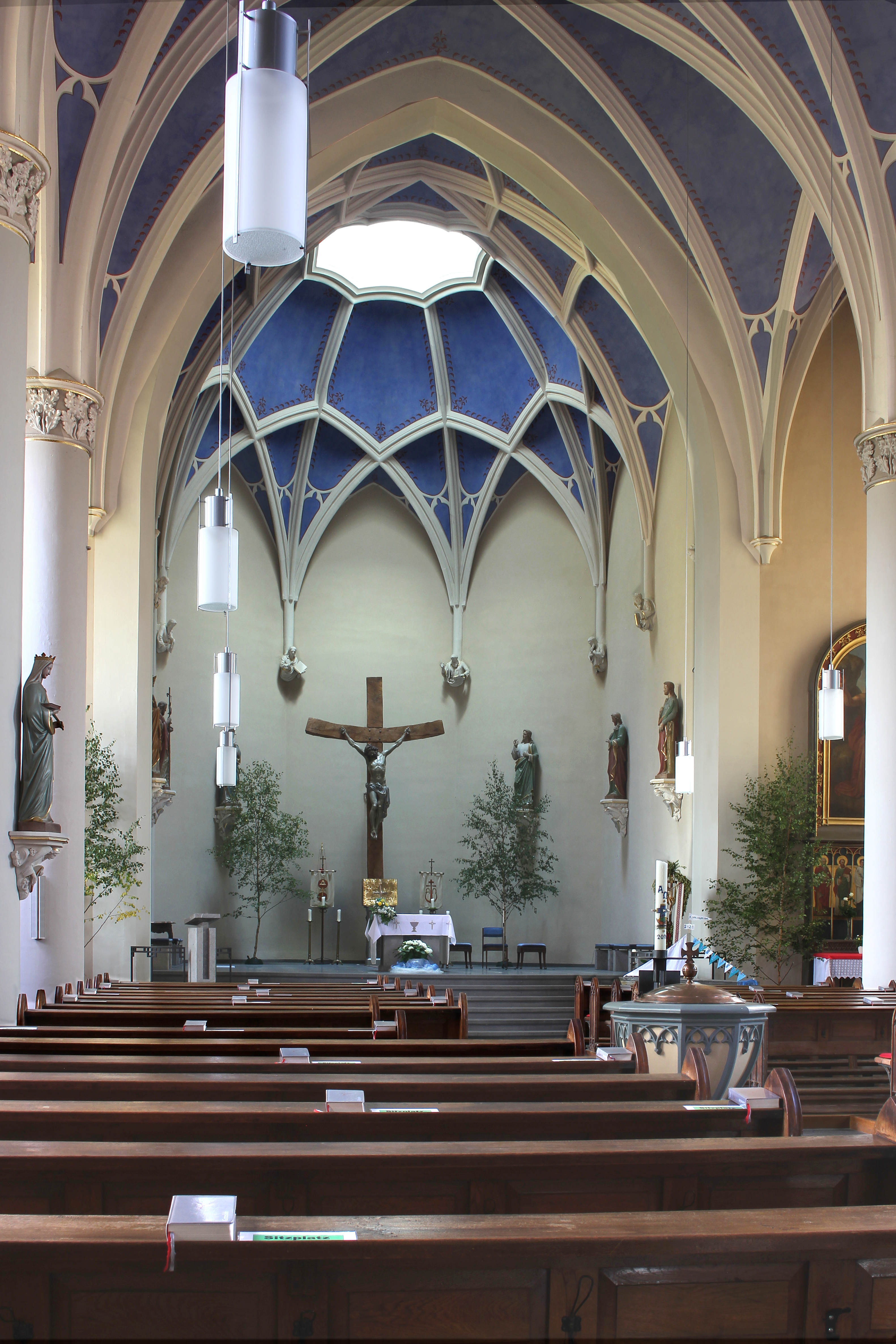
Blick in Kirchenschiff und Chor

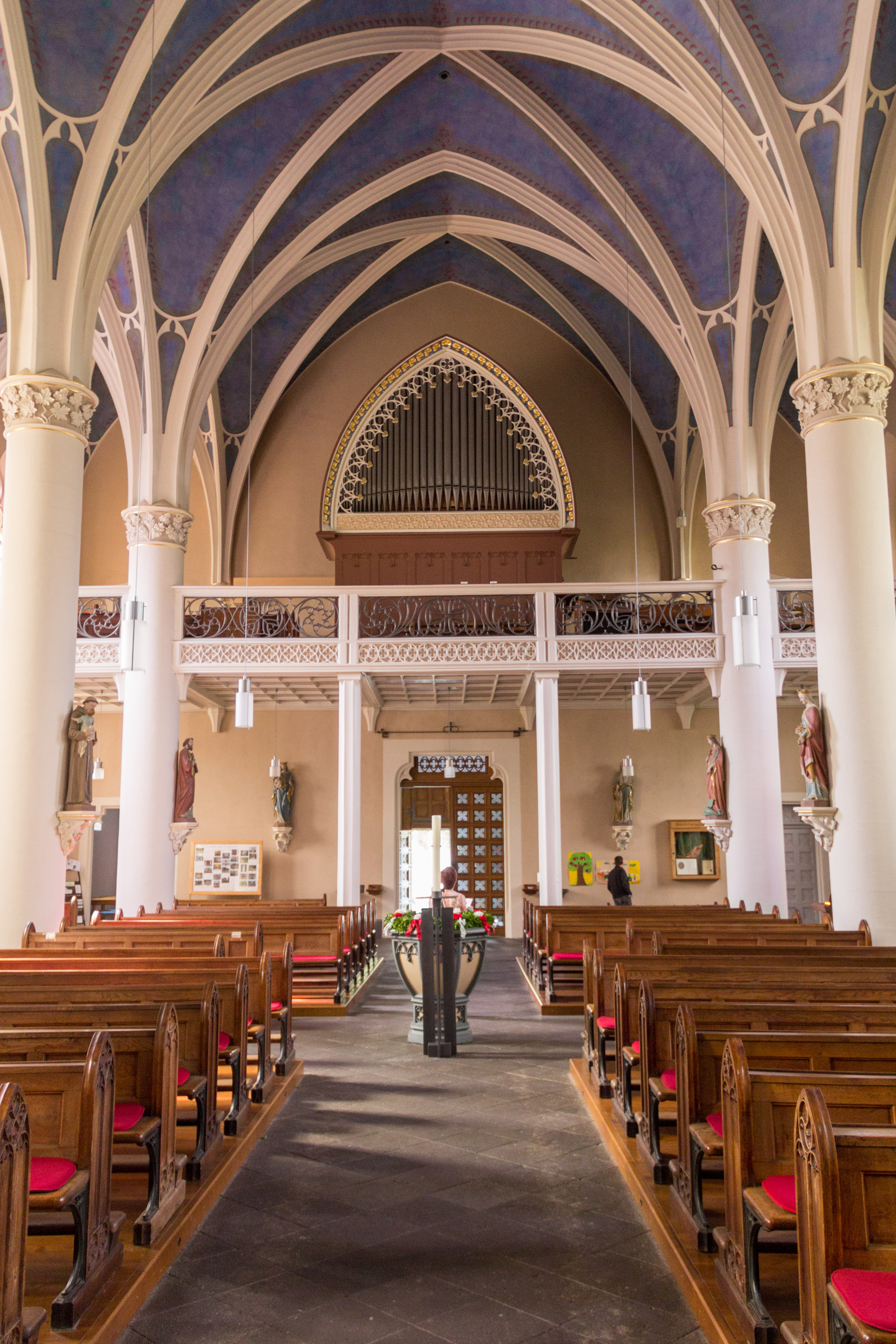
Blick zur Orgel

Die katholische Pfarrkirche St. Johannes der Täufer in Treis-Karden an der Mosel ist ein neogotischer Kirchenbau.

## Lage, Baugeschichte und Aufbau
Der Vorläuferbau wurde zum Ende des 18. Jahrhunderts für die wachsende Gemeinde zu klein. Ein erster Entwurf des Architekten Froideau sah 1813 – noch zu französischer Zeit – eine tonnengewölbte Basilika mit einer Portalfront vor, die nach klassischen Maßen gestaltet war. Der Plan wurde in der Folgezeit durch die politischen Veränderungen verworfen und der Koblenzer Regierungsbaumeister Johann Claudius von Lassaulx bekam den Auftrag zur Gestaltung der neuen Kirche. Lassaulx wählte dazu den von ihm in dieser Gegend geprägten Stil der rheinischen Neogotik.
Das Kirchengebäude steht auf einer erhöhten Lage zwischen dem Zillesberg und dem Münchelskopf und ist so aus der Ferne, beispielsweise von der nahe gelegenen Mosel aus, leicht zu erkennen. Dazu trägt auch der hohe Kirchturm mit Schieferhelm und konkaven Einzelflächen bei, die typisch für Lassaulx sind.
Die Grundsteinlegung war am 2. Mai 1824. Die Außenfassade wurde aus der für die Gegend markanten und typischen Grauwacke errichtet. 1828 war der Bau vollendet und wurde am 1. Juli des gleichen Jahres benediziert. Schutzpatron und Namensgeber der Kirche wurde Johannes der Täufer. Die Konsekration wurde am 26. Juni 1831 – dem Sonntag nach dem Johannistag – vom Trierer Bischof Joseph von Hommer zelebriert. Der Jahrestag der Kirchweihe sowie das Patrozinium werden seitdem in Treis jedes Jahr am Sonntag nach dem Johannistag als Kirmes gefeiert. Die Stumm-Orgel wurde 1836 fertiggestellt. Das Kirchenschiff ist über 47 m lang und etwa 23 m breit. Der Kirchturm ist vom Boden bis zu seiner Nadelspitze 73,5 m hoch. Die sechs Spitzbogenfenster sind knapp 7 m hoch und durchbrechen die Langhauswände beider Seiten. Der Chor hat keine Fenster.
Die Kirche wurde seit ihrem Bau in ihrem Äußeren nur wenig verändert. Allerdings musste der Turmhelm 1921 nach einem Brand in geringerer Höhe wieder aufgebaut werden. Das Feuer war am Nachmittag des 9. Juni 1921 aus ungeklärter Ursache an der Spitze des Turms ausgebrochen, brannte den Helm ab, die Glocken stürzten hinab, und die Flammen griffen auf das Dach des Kirchenschiffs über, das ebenfalls zerstört wurde.

## Ausstattung

### Chorraum
Im Chor stand bis in die 1960er-Jahre ein hoher Stufenaltar, der nach dem Zweiten Vatikanischen Konzil durch einen flachen Altar aus Stein ersetzt wurde. Hinter dem Altar steht großes Kreuz mit einem an beiden Enden ansteigenden Querbalken. Der lebensgroße Christuskorpus aus Holz wurde vom ehemaligen Altar übernommen. Davor steht das Tabernakel. Die Konsolen der Gewölbeenden sind als Köpfe von Propheten und Aposteln gestaltet, die das Wort Gottes künden. Darunter stehen von links nach rechts die Figuren Katharina, Johannes der Täufer, Maria, Johannes der Evangelist, Josef und Sebastian.

### Bilder und Statuen im Innenraum
Der Innenraum der Kirche ist in seiner Ausstattung deutlich als „Johannes-der-Täufer-Kirche“ geprägt. Ein großes Bildnis des Schutzpatrons von Matthias Schraudolph befindet sich im rechten der beiden Seitenaltäre. Der linke Seitenaltar trägt ein Hochbild des gleichen Künstlers von der Mutter Gottes. Darunter, in der Predella, sind jeweils kleinere Werke von Schraudolph. Links sind es Gemälde der Heiligen Monika, Margaretha und Katharina, sowie der Heiligen Barbara, Agnes und Elisabeth. Am rechten Seitenaltar die Heiligen Joachim, Kastor und Aloysius, sowie Laurentius, Werner und Josef.

### Kirchenfenster
Vier Kirchenfenster stellen die wichtigsten Ereignisse im Leben Johannes des Täufers dar:
1. Die Verkündung seiner Geburt. Deinen Sohn sollst Du Johannes nennen.
2. Die Taufe Jesu im Jordan durch Johannes. Ich habe nötig von Dir getauft zu werden.
3. Jesus und Johannes. Kein größerer Mensch als Johannes der Täufer.
4. Die Enthauptung des Johannes. Er muss wachsen, ich muss abnehmen.

### Skulpturen an der Westfassade
Außen an der Westfassade stehen links und rechts vom Mittelteil jeweils auf einer Konsole unter einem Baldachin zwei aus Heilbronner Sandstein gearbeitete lebensgroße Figuren: links Josef und Maria mit dem Jesuskind, rechts Katharina und Johannes der Täufer. Geschaffen wurden sie in der Zeit um 1840 von dem Bildhauer Karl Hoffmann aus Wiesbaden.
Im Laufe von rund 160 Jahren waren die Statuen stark verwittert und zum Teil beschädigt worden. Die Einwirkung von Feuchtigkeit, insbesondere ein Wechsel von Nass und Trocken an den Figuren ließen den Stein teilweise aufquellen, was zu Rissbildung führte. Einzelne Teile waren abgebrochen, unter anderem der Kopf des heiligen Josef, der nach 1945 mit wenig geeigneten Mitteln repariert und angeklebt worden war. 
Restaurator Olaf Pung aus Thür stellte die Statuen 2007 originalgetreu wieder her. Zuerst trug er vier Anstriche ab. Der erste hatte wahrscheinlich die Unterschiede in der Farbe des Steins ausgleichen sollen, die nächsten waren zum Überdecken von Verschmutzungen aufgebracht worden. Die Farbe erfüllte aber auch eine Schutzfunktion für den Stein.
Nach der Reinigung wurden Fehlstellen mit Steinmehl geschlossen und fehlende Teile in den Figuren entsprechend den Originalen mit Nachbildungen aus Udelfanger Sandstein ergänzt, unter anderem die Finger des Josef, der Arm des Jesuskindes, Zacken der Kronen der Maria und Katharina sowie die Füße der Katharina. Die vordere Kopfhälfte des Josef wurde mit Epoxidharz angesetzt; die Fugen wurden mit Kittmasse geschlossen. Das Rad der Katharina war abgefallen und konnte wieder angeklebt werden. Neu ist das Kreuz des Johannes, das auch in der ursprünglichen Form nicht fester Bestandteil der Statue war.
Abschließend wurden die Skulpturen und die Baldachine mit eingefärbtem, 2 : 1 mit Wasser verdünntem Kaliwasserglas lasiert.

### Orgel
Die Orgel wurde 1835 bis 1837 von den Orgelbauern Gebr. Stumm (Rhaunen-Sulzbach) erbaut. Das Orgelgehäuse entwarf vermutlich der Architekt der Kirche, Johann Claudius Lassaulx. Im Laufe der Zeit wurde das Instrument mehrfach umgestaltet und umdisponiert. 2013 wurde die Orgel von Johannes Klais Orgelbau (Bonn) umfassend restauriert, wobei die Originaldisposition wiederhergestellt wurde und weitere Veränderungen rückgängig gemacht wurden. Das Schleifladen-Instrument hat 29 Register auf zwei Manualen und Pedal. Die Spiel- und Registertrakturen sind mechanisch.
| I Unterwerk C–g3   |       |
| Principal          | 8′    |
| Gros Gedackt (B,D) | 8′    |
| Flautravers        | 8′    |
| Geigenprincipal    | 4′    |
| Spitzflöte         | 4′    |
| Fernflöte          | 4′    |
| Gemshorn           | 4′    |
| Octav              | 2′    |
| Flageolette        | 1′/2′ |
| Krumhorn           | 8′    |

| II Hauptwerk C–g3 |     |
| Principal         | 16′ |
| Bordon            | 16′ |
| Principal         | 8′  |
| Salicional        | 8′  |
| Viole de Gambe    | 8′  |
| Quintatoene       | 8′  |
| Octav             | 4′  |
| Salicional        | 4′  |
| Klein Gedackt     | 4′  |
| Quint             | 3′  |
| Octav             | 2′  |
| Mixtur III        | 2′  |
| Trompet (B,D)     | 8′  |

| Pedalwerk C–f1 |     |
| Sub Bass       | 16′ |
| Violon         | 16′ |
| Octav Bass     | 8′  |
| Octav          | 4′  |
| Posaun Bass    | 16′ |
| Trompet        | 8′  |

- Koppeln: I/II, II/P